# Richard Schweizer
Richard Schweizer (* 23. Dezember 1900 in Zürich; † 30. März 1965 ebenda) war ein Schweizer Drehbuchautor und zweifacher Oscarpreisträger. Viele seiner Drehbücher gelten als Meilensteine der Schweizer Filmgeschichte.

## Leben

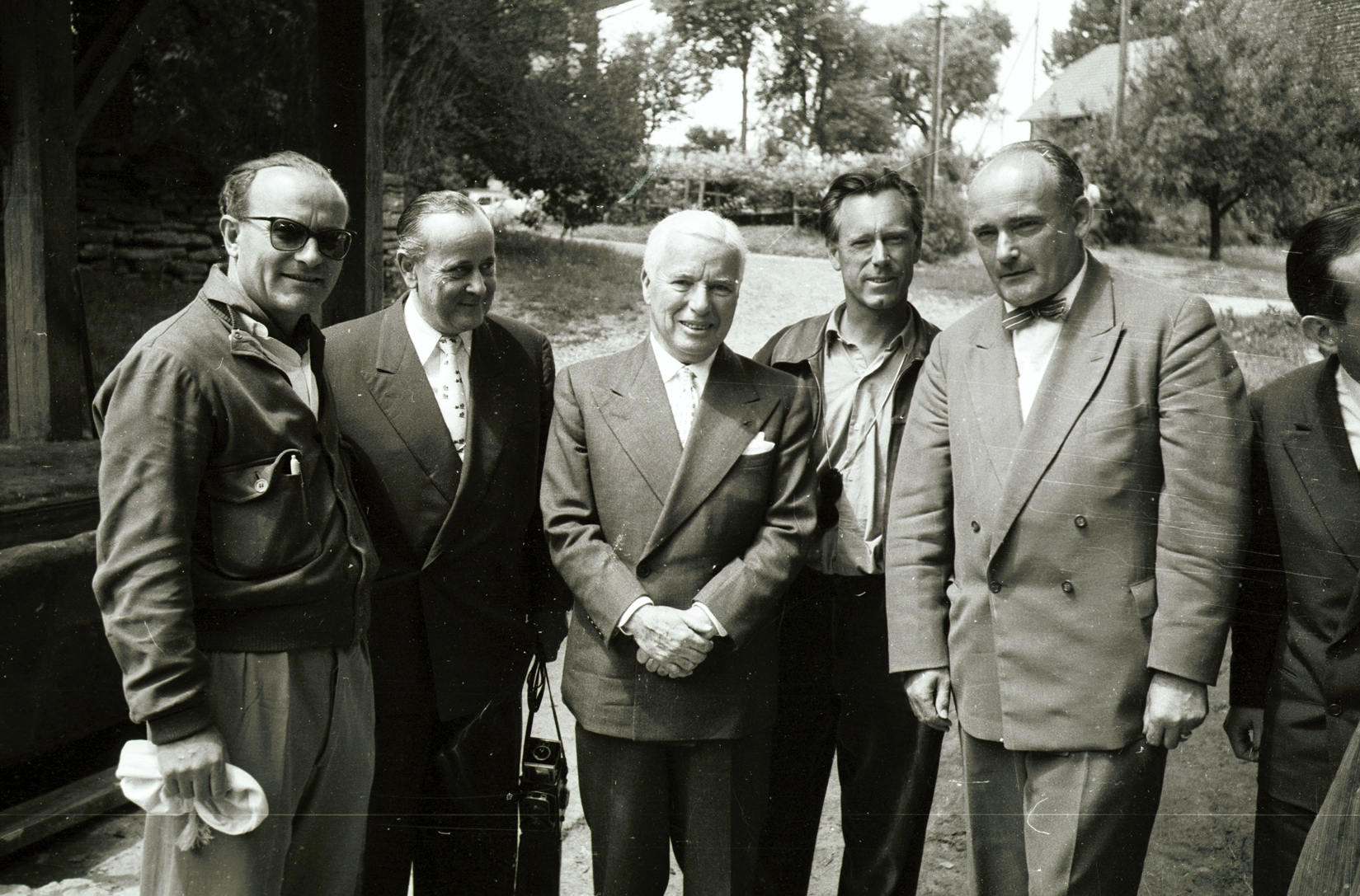
V. l. Franz Schnyder, Richard Schweizer, Charlie Chaplin, Emil Berna, Oscar Düby, Dreharbeiten zu Ueli der Pächter, Brechershäusern

Er studierte Literatur in Zürich und arbeitete ab 1920 als Filmkritiker bei der Neuen Zürcher Zeitung. 1921/22 war er als Bühnenbildner am Stadttheater Zürich und Schauspielhaus Zürich beschäftigt.
Schweizer ging dann nach Berlin, wo er sich als Journalist und Fotoreporter  betätigte. In die Schweiz zurückgekehrt, schrieb er seit Beginn der 1930er Jahre Texte für Werbe-, Industrie- und Dokumentarfilme, ab 1933 auch für Spielfilme. Besonders erfolgreich wurde seine Zusammenarbeit mit Regisseur Leopold Lindtberg, daneben kooperierte er auch mit Franz Schnyder.
Schweizer hat an den Drehbüchern fast aller Schlüsselfilme der geistigen Landesverteidigung und des Praesens-Humanismus während des Zweiten Weltkriegs mitgewirkt. Besonders seine Bearbeitungen der Literaturvorlagen der Schweizer Schriftsteller Gottfried Keller und Jeremias Gotthelf fanden Beachtung, dazu seine Adaptionen der Heidi-Romane von Johanna Spyri.
Für Marie-Louise und Die Gezeichneten erhielt er je einen Oscar, für Die Gezeichneten zudem einen Golden Globe. Von 1952 bis 1965 leitete er die Bühne Neue Schauspiel A. G. Schweizer, außerdem war er Mitglied des P.E.N.-Clubs und der Academy of Motion Picture Arts and Sciences. Im Alter von 64 Jahren beging er Suizid.

## Drehbücher
- 1931: Ein Werktag
- 1933: Wie d’Warret würkt
- 1937: Kleine Scheidegg (auch Regie und Produktion)
- 1938: Füsilier Wipf
- 1938: Kokumin no chikai
- 1939: Kriminalkommissar Studer (Wachtmeister Studer)
- 1940: Die missbrauchten Liebesbriefe
- 1940: Fräulein Huser
- 1941: Gilberte de Courgenay
- 1941: Landammann Stauffacher
- 1942: Das Gespensterhaus
- 1942: Der Schuss von der Kanzel
- 1943: Wilder Urlaub
- 1944: Marie-Louise
- 1945: Die Letzte Chance
- 1948: Die Gezeichneten
- 1949: Swiss Tour
- 1950: Die Vier im Jeep
- 1952: Heidi
- 1954: Uli der Knecht
- 1955: … Und ewig ruft die Heimat (Uli der Pächter)
- 1955: Heidi und Peter
- 1956: Das Lied der Heimat (Zwischen uns die Berge)
- 1958: Die Käserei in der Vehfreude
- 1960: Anne Bäbi Jowäger – I. Teil: Wie Jakobli zu einer Frau kommt
- 1962: Anne Bäbi Jowäger – II. Teil: Jakobli und Meyeli
- 1963: Der Sittlichkeitsverbrecher
- 1964: Menschen der Berge (Geld und Geist)
- 1965: Heidi

## Libretto
- Casanova in der Schweiz. Oper. Musik: Paul Burkhard. UA 1943 Zürich

## Auszeichnungen
- 1946: Oscar für das beste Originaldrehbuch in Marie-Louise (1944)
- 1949: Golden Globe für das beste Filmdrehbuch in Die Gezeichneten (1948)
- 1949: Oscar für die beste Originalgeschichte in Die Gezeichneten (1948)